# Der Most bei Harpe
Der Most bei Harpe este o arie protejată (arie specială de conservare — SAC, sit de importanță comunitară — SCI) din Germania întinsă pe o suprafață de 120 ha, integral pe uscat.

## Localizare
Centrul sitului Der Most bei Harpe este situat la coordonatele 52°55′57″N 11°32′13″E / 52.9325°N 11.5369°E.

## Înființare
Situl Der Most bei Harpe a fost declarat sit de importanță comunitară în octombrie 2000 pentru a proteja 1 specie de animale. Situl a fost protejat și ca arie specială de conservare în mai 2006.

## Biodiversitate
Situată în ecoregiunea continentală, aria protejată conține 4 habitate naturale: Fânețe de joasă altitudine (Alopecurus pratensis, Sanguisorba officinalis), Păduri de fag Luzulo-Fagetum, Păduri de stejar sau de stejar și carpen sub-atlantice și medio-europene de Carpinion betuli, Păduri acidofile de stejar bătrân cu Quercus robur pe câmpii nisipoase.
La baza desemnării sitului se află o specie protejată de  mamifere: lupul (Canis lupus)
Pe lângă speciile protejate, pe teritoriul sitului au mai fost identificate 1 specie de plante, 1 specie de mamifere.